# Wereldkampioenschappen openwaterzwemmen 2007
Openwaterzwemmen was een van de onderdelen van de wereldkampioenschappen zwemsporten 2007. De wedstrijden vonden plaats van 18 t/m 25 maart 2007.

## Mannen

### 5 kilometer
18 maart
| rang   | zwemmer               | land        | tijd    |
| ------ | --------------------- | ----------- | ------- |
| Goud   | Thomas Lurz           | Duitsland   | 56.49,6 |
| Zilver | Jevgeni Drattsev      | Rusland     | 56.50,7 |
| Brons  | Spyridon Giannotis    | Griekenland | 56.56,6 |
| 4      | Jose Francisco Hervas | Spanje      | 57.00,9 |
| 5      | Alex Schelvis         | Nederland   | 57.01,7 |
| 6      | Igor Tsjervinski      | Oekraïne    | 57.06,0 |
| 7      | David Browne          | Australië   | 57.07,3 |
| 8      | Luca Ferretti         | Italië      | 57.09,0 |

### 10 kilometer
21 maart
| rang   | zwemmer                 | land                | tijd       |
| ------ | ----------------------- | ------------------- | ---------- |
| Goud   | Vladimir Dyatchin       | Rusland             | 1:55.32,52 |
| Zilver | Thomas Lurz             | Duitsland           | 1:55.32,58 |
| Brons  | Jevgeni Drattsev        | Rusland             | 1:55.47,31 |
| 4      | Mohamed Zanaty          | Egypte              | 1:55.47,83 |
| 5      | Cristian Hein           | Duitsland           | 1:55.49,43 |
| 6      | Brian Ryckeman          | België              | 1:55.50,40 |
| 7      | Maarten van der Weijden | Nederland           | 1:55.51,91 |
| 8      | Alan Bircher            | Verenigd Koninkrijk | 1:55.53,91 |

### 25 kilometer
25 maart
| rang   | zwemmer            | land             | tijd       |
| ------ | ------------------ | ---------------- | ---------- |
| Goud   | Yuri Kudinov       | Rusland          | 5:16:45.55 |
| Zilver | Marco Formentini   | Italië           | 5:18:36.80 |
| Brons  | Mohamed Zanaty     | Egypte           | 5:19:23.23 |
| 4      | Mark Warkentin     | Verenigde Staten | 5:20:42.01 |
| 5      | Josh Santacatarina | Australië        | 5:20:55:89 |
| 6      | Petar Stoychev     | Bulgarije        | 5:22:55.82 |
| 7      | Andrea Volpini     | Italië           | 5:24:10.62 |
| 8      | Stephan Gomez      | Frankrijk        | 5:25:02.19 |

## Vrouwen

### 5 kilometer
18 maart
| rang   | zwemmer                 | land      | tijd      |
| ------ | ----------------------- | --------- | --------- |
| Goud   | Larisa Iltsjenko        | Rusland   | 1.00.41,3 |
| Zilver | Jekaterina Seliverstova | Rusland   | 1.00.43,6 |
| Brons  | Kate Brookes-Peterson   | Australië | 1.00.47,6 |
| 4      | Britta Kamrau-Corestein | Duitsland | 1.00.48,1 |
| 5      | Jana Pechanova          | Tsjechië  | 1.00.50,1 |
| 6      | Poliana Okimoto         | Brazilië  | 1.00.50,3 |
| 7      | Alessia Paolini         | Italië    | 1.00.50,8 |
| =      | Eva Berglund            | Zweden    | 1.00.50,8 |

### 10 kilometer
20 maart
| rang   | zwemmer                 | land                | tijd      |
| ------ | ----------------------- | ------------------- | --------- |
| Goud   | Larisa Iltsjenko        | Rusland             | 2:03.57,9 |
| Zilver | Cassandra Patten        | Verenigd Koninkrijk | 2:03.58,9 |
| Brons  | Kate Brookes-Peterson   | Australië           | 2:03.59,5 |
| 4      | Angela Maurer           | Duitsland           | 2:04.00,7 |
| 5      | Ksenia Popova           | Rusland             | 2:04.03,7 |
| 6      | Britta Kamrau-Corestein | Duitsland           | 2:04.05,8 |
| 7      | Jana Pechanova          | Tsjechië            | 2:04.07,6 |
| 8      | Poliana Okimoto         | Brazilië            | 2:04.09,1 |

### 25 kilometer
24 maart
| rang   | zwemmer                 | land             | tijd       |
| ------ | ----------------------- | ---------------- | ---------- |
| Goud   | Britta Kamrau-Corestein | Duitsland        | 5:37:11.66 |
| Zilver | Kalyn Keller            | Verenigde Staten | 5:39:39:62 |
| Brons  | Ksenia Popova           | Rusland          | 5:39:51:51 |
| 4      | Angela Maurer           | Duitsland        | 5:40:00:13 |
| 5      | Natalya Pankina         | Rusland          | 5:40:01.87 |
| 6      | Jana Pechanova          | Tsjechië         | 5:47:23.28 |
| 7      | Shelley Clark           | Australië        | 5:47:24.88 |
| 8      | Laura La Piana          | Italië           | 6:07:21:71 |

Openwaterzwemmen · Schoonspringen · Synchroonzwemmen · Waterpolo · Zwemmen
Perth 1991 · 
Rome 1994 · 
Perth 1998 · 
Honolulu 2000 · 
Fukuoka 2001 · 
Sharm el-Sheikh 2002 · 
Barcelona 2003 · 
Dubai 2004 · 
Montréal 2005 · 
Napels 2006 · 
Melbourne 2007 · 
Sevilla 2008 · 
Rome 2009 · 
Roberval 2010 · 
Shanghai 2011 · 
Barcelona 2013 · 
Kazan 2015 · 
Boedapest 2017 · 
Gwangju 2019 · 
Boedapest 2022 · 
Fukuoka 2023 · 
Doha 2024